# Macrocyprina succinea
Macrocyprina succinea is een mosselkreeftjessoort uit de familie van de Macrocyprididae. De wetenschappelijke naam van de soort is voor het eerst geldig gepubliceerd in 1894 door Müller.